# 沈瓛
沈瓛（1425年—？），字廷玉，直隸松江府華亭縣人，民籍。明朝政治人物。進士出身。

## 生平
應天府鄉試第五名。正統十三年（1448年）戊辰科會試第七十二名，殿試登進士第三甲第十八名。

## 家族
曾祖沈以禎。祖父沈原剛。父亲沈用輝。